# 50727 Aliceverett
50727 Aliceverett este o planetă minoră (asteroid), cu un diametru de 5,261 km, din centura de asteroizi. A fost descoperită pe 4 martie 2000 la Catalina Station⁠(d) de Catalina Sky Survey. 
Obiectul prezintă o orbită caracterizată de o semiaxă mare de 3,06880912327 UAi, o excentricitate de 0,057311222749393, o înclinație de 10,722774449488 ° în raport cu ecliptica.